# 올림픽 북마케도니아 선수단
올림픽 북마케도니아 선수단은 북마케도니아를 대표하여 올림픽에 참가하는 선수단이다. 1996년부터 2018년까지는 마케도니아 국호 분쟁을 고려하여 구유고슬라비아 마케도니아 공화국(Former Yugoslav Republic of Macedonia)이라는 이름으로 참가했다. 이후 매년 하계 올림픽과 동계 올림픽에 참가해 왔다. 이전에는 1988년까지 마케도니아 선수들이 유고슬라비아 국가대표로 출전했고, 1992년에는 독립 올림픽 참가자로 참가했다. 그리스와의 마케도니아 국호 분쟁으로 인해 2018년까지 '구유고슬라비아 마케도니아 공화국'이라는 임시 명칭이 사용됐다.